# Missão das Nações Unidas na República Centro-Africana e no Chade

Mapa indicando a localização do Chade (verde), República Centro-Africana (azul) e Sudão (laranja).

A Missão das Nações Unidas na República Centro-Africana e no Chade (em inglês:  United Nations Mission in the Central African Republic and Chad; em francês:  Mission des Nations unies en République centrafricaine et au Tchad, MINURCAT) foi uma missão de manutenção de paz das Nações Unidas criada pelo Conselho de Segurança das Nações Unidas em 25 de setembro de 2007 para fornecer uma presença multidimensional de até 350 policiais e militares no leste do Chade e no nordeste da República Centro-Africana. 
A missão veio como uma resposta à situação terrível dos cerca de 230 mil refugiados de Darfur que fugiam para a fronteira com o leste do Chade e com o nordeste da República Centro-Africana. Os grupos rebeldes sudaneses realizavam ataques armados contínuos em toda a fronteira sudanesa, colocando em perigo os residentes locais e os refugiados de Darfur.
Em 14 de janeiro de 2009, o Conselho de Segurança aprovou a Resolução 1861 que autorizou a implantação de um componente militar da MINURCAT como sucessor da força militar EUFOR Tchad/RCA, cujo mandato estava chegando ao fim.
Em 25 de maio de 2010, o Conselho de Segurança aprovou a Resolução 1923, revisando o mandato da missão, salientando a necessidade de cooperação com o governo do Chade para consolidar os progressos alcançados e ajudar o governo a desenvolver uma estratégia para garantir a sua sustentabilidade após a saída da MINURCAT, que ocorreu a partir de 31 de dezembro de 2010.